# Національно-медична система катастроф

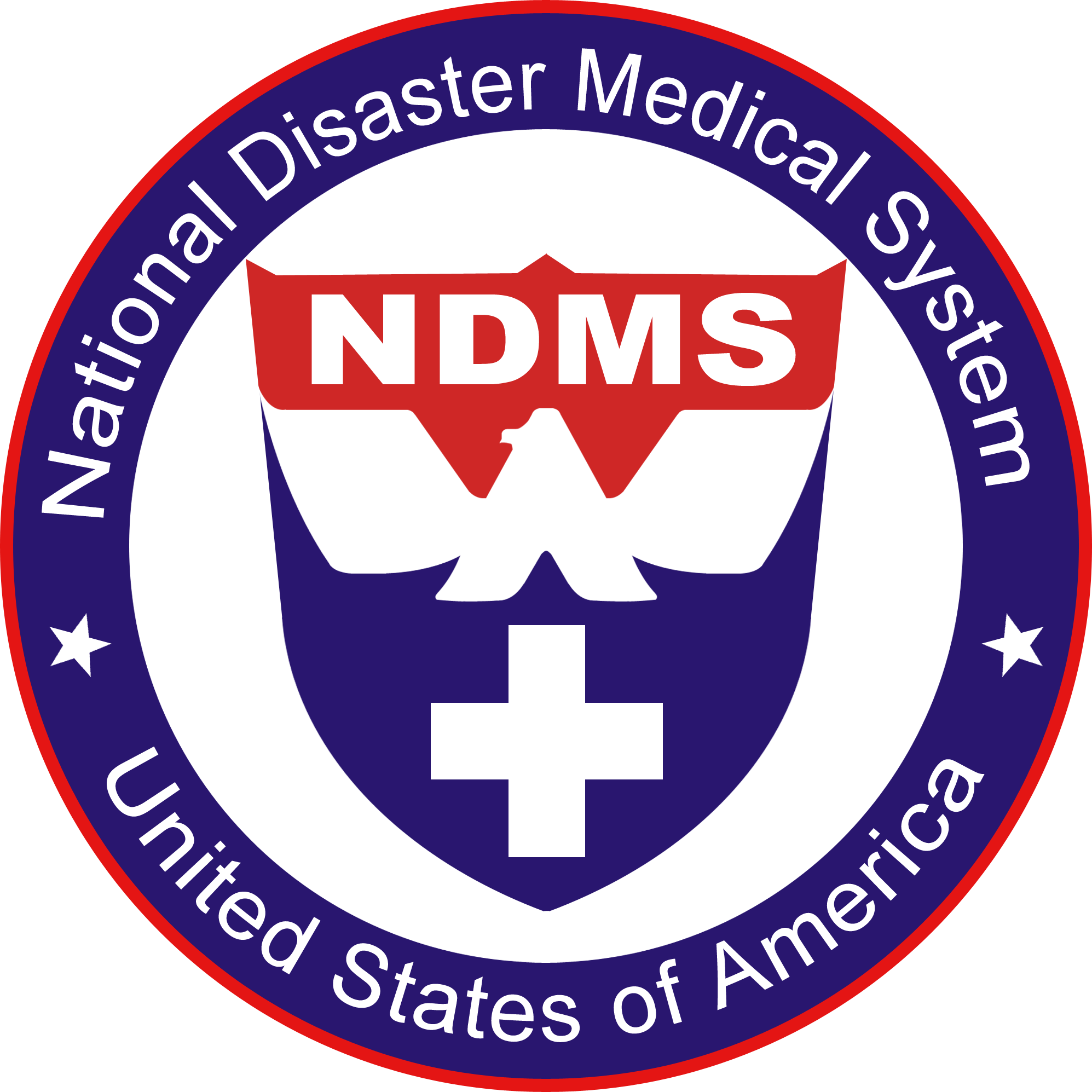
Логотип організації «Медична Система Національної Катастрофи»

«Націона́льно-меди́чна систе́ма катастро́ф», НМСК, «Медична Система Національної Катастрофи», МСНК (англ. National Disaster Medical System, NDMS) — це частина Департаменту охорони здоров'я та соціальних служб США, відповідальних за управління медичним реагуванням федеральним урядом у великих надзвичайних ситуаціях та під час стихійних лих.
Загальна мета «МСНК» є доповнення комплексом національного медичного реагування для сприяння державним і місцевим органам влади у боротьбі з медичними наслідками великих лих у мирний час та забезпечення підтримки військових і Департаменту у справах ветеранів медичних систем у догляді за жертвами евакуйованих у США з-за кордону, у збройних конфліктах.
Федеральні партнери МСНК включають до себе Федеральне агентство з надзвичайних ситуацій, Міністерство оборони США, і Департамент у справах ветеранів США.
МСНК також взаємодіє з державними та місцевими департаментами охорони здоров'я, а також у приватних лікарнях.

## Організація
МСНК має основні компоненти:

1. Невідкладна медична допомога у зоні лиха громадянських медичних бригад, використання обладнання та витратних матеріалів, коли місцеві медичні ресурси перевантажені;
2. рух хворих і травмованих пацієнтів із зони лиха в райони, що не є в зоні катастрофи;
3. комплексна реабілітація, догляд за хворими в лікарнях у районах, що не є в зоні катастрофи.

Понад 8000 цивільних добровольців МСНК — це медичний персонал, організований у різновид медичних бригад, призначених для виконання завдання невідкладного медичного реагування.

### МСНК команди
МСНК складається з декількох невеликих команд, де кожна зосереджена на
1. конкретному районі стихійного лиха або
2. окремому квадраті на карті зони військового конфлікту.

- Команда аварійної медичної допомоги (DMAT) — надає медичну допомогу під час стихійних лих або інших подій[2].
- Команда національно-медичного реагування (NMRT) — забезпечує масову дезактивацію і медичну допомогу жертвам дії зброї масового знищення, або жертвам впливу дії небезпечних матеріалів.
- Команда оперативного реагування аварійного моргу (DMORT) — забезпечують ідентифікацію жертв і похоронні послуги під час катастрофи або інших подій.
- Національна ветеринарна команда реагування (NVRT) — надає допомогу в оцінці необхідності ветеринарних послуг в основних стихійних явищах або у надзвичайних ситуаціях.
- Федеральне агентство зв'язку (FCC) — забезпечувати лікарні і підтримувати місцеві неурядові організації та шпиталі в МСНК, і координація динаміки фізичного навантаження у надзвичайних ситуаціях.
- Національна фармакологічна команда реагування (NPRT) — допомагає в хіміопрофілактиці або вакцинації великої кількості громадян у відповідь на надзвичайну ситуацію, реакція на спалах хвороби (епідемії, ендемії).
- Міжнародна медична команда хірургічного реагування (IMSuRT) — широко визнана як спеціалізована команда, навчена й оснащена для повної здатності створити роботу у польових хірургічних центрах у будь-якій точці світу.
- Національна медсестринська команда реагування (NNRT) — призначене для сценарію, коли вимагаються сотні медсестер для надання допомоги в хіміопрофілактиці, у програмі масової вакцинації, співпраці з командою аварійної медичної допомоги.
- Команда координації реагування на інциденти (IRCT) — забезпечує компонент управління в галузі Федеральної суспільної охорони здоров'я та медичного реагування. Забезпечує зв'язки в області координації щодо юрисдикції, щодо інцидентів у державному управлінні і забезпечує управління та координацію розгорнутих дій Міністерства охорони здоров'я і соціальних служб та інших; відповідальні за інтеграцію на розв'язання проблеми, за міжвідомчу активність держави та місцевих органів влади[3].

Більше як 1800 цивільних лікарень у США є членами МСНК. Їх роль полягає в забезпеченні приблизно 100 000 кушеток для підтримки оперативної дії МСНК в надзвичайних ситуаціях. Коли громадянська або військове криза вимагає активації та розгортання системи МСНК. Ці лікарні беруть участь в МСНК з єдиним центральним диспетчерським пунктом. Пацієнти можуть бути розподілені в інші лікарні, щоби не перевантажувати якусь одну лінію потоку евакуації жертв із зони військового конфлікту або стихійного лиха.

## Агенції
Управління підготовки до надзвичайних операцій (OPEO) виступає як основна оперативна ланка для учасників швидкого реагування на надзвичайні ситуації в рамках Міністерства охорони здоров'я і соціальних служб (HHS):
- Управління продовольства і медикаментів (FDA),
- Здоров'я ресурсів і служби адміністрації (HRSA),
- Управління служби охорони психічного здоров'я та зловживання субстанцією (SAMHSA),
- Центри контролю і профілактики захворювань США.

Управління підготовки до надзвичайних операцій (OPEO) також виступає як основна оперативна ланка для учасників швидкого реагування на надзвичайні ситуації за межами Міністерства охорони здоров'я і соціальних служб (HHS):
- (HDS),
- Міністерство у справах ветеранів США (VA),
- Міністерство оборони США (DOD),
- та громадськість.

МСНК спочатку при Суспільній службі охорони здоров'я (USPHS) в рамках Департаменту охорони здоров'я та соціальних служб США (DHHS). У 2003 р. у наслідку теракту 11 вересня 2001 р. новостворений Департамент внутрішньої безпеки (DHS) отримав повноваження для скликання нарад МСНК, що врешті відбувається під керівництвом Федерального агентства з надзвичайних ситуацій (FEMA).
Після урагану Катріна, на тлі тверджень про безгосподарність (і т. д.), МСНК був відсторонений від Федерального агентства з надзвичайних ситуацій (FEMA) і відправлено до Департаменту охорони здоров'я та соціальних служб США (DHHS), відповідно законодавчого права Акту Конгресу: «Закон про пандемію і готовності до всіх небезпек» (PAHPA, Закон 109–417 громадський, набрав чинності 1 січня 2007 року).
Організаційно МСНК розташовується у помічника держсекретаря із забезпечення готовності та реагування (ASPR) Управління підготовки до надзвичайних операцій (OPEO).
Управління підготовки до надзвичайних операцій (OPEO) відповідає за розробку оперативних планів, аналітичні продукти та навчальні вправи із забезпечення готовності згаданого Управління, Департамент, Федеральний уряд і громадськість реагує на внутрішню та міжнародну громадську охорону здоров'я щодо медичних загроз у надзвичайних ситуаціях. Управління підготовки до надзвичайних операцій (OPEO) також несе відповідальність за забезпечення того, щоб помічника держсекретаря із забезпечення готовності та реагування (ASPR) має систему матеріально-технічної підтримки, право на процедури необхідні для координації Департаментом оперативного реагування проти актів тероризму та іншими громадськими організаціями відповідальними за здоров'я проти медичних загроз у надзвичайних ситуаціях. Підтримує регіональний потенціал планування та координує реагування, має оперативну відповідальність за функції Міністерства охорони здоров'я і соціальних служб (HHS), безпосередньо пов'язані з МСНК.

## Операції
МСНК займалося евакуацією пацієнтів із зони лиха, при допомозі координації Федеральної агенції зі зв'язку (FCC) й Федерального агентства з надзвичайних ситуацій (FEMA) в кожному з 10 регіонів, що під увагою МСНК. Забезпечення транспортом проводилося Департаментом оборони США. Пацієнти, котрі надходили з регіону лиха відправлялися у різні локальні лікарні.
У зв'язку з наслідками урагану Катріна восени 2005 року, МСНК активувала майже всі свої цивільні медичні бригади для надання допомоги жертвам в Техасі, Луїзіані та Міссісіпі; допомагали евакуювати сотні пацієнтів медичних закладів у постраждалих районах; поповнювали медичний персонал у лікарнях після евакуації.